# Teresa Abelleira
Teresa José Abelleira Dueñas (* 9. Januar 2000 in Pontevedra) ist eine spanische Fußballspielerin. Ihre bevorzugte Position ist das Offensive Mittelfeld.

## Karriere

### Verein
Teresa Abelleira begann ihre Fußballlaufbahn in der Jugend von Agrupación Juvenil Lérez, spielte parallel dazu jedoch Futsal bei Poio Pescamar FS. Im Jahr 2016 wechselte sie zur neugegründeten Frauenfußballsparte von Deportivo La Coruña, wo sie von Beginn an dem Kader der ersten Mannschaft angehörte. Der Klub startete in der Segunda División, der zweiten Spielklasse. In der Saison 2018/19 glückte der Aufstieg in die Primera División, Teresa Abelleira brachte es in jener Spielzeit auf 27 Einsätze und zehn Tore. In ihrem ersten Jahr in der ersten spanischen Liga überzeugte die junge Offensivspielerin und brachte es in der durch die COVID-19-Pandemie verkürzten Saison bei 20 Spielen auf zwei Treffer. Ihre Mannschaft landete überraschend in der Abschlusstabelle auf dem vierten Platz.
Im Sommer 2020 wechselte Teresa Abelleira zur neugegründeten Frauenfußballsektion von Real Madrid.

### Nationalmannschaft
Teresa Abelleira bestritt mit der U17-Nationalmannschaft die EM 2017, wo sie mit ihrer Mannschaft erst im Endspiel im Elfmeterschießen an Deutschland scheiterte. Bei der U19-EM 2018 gelang ihr mit Spanien durch ein 1:0 im Finale, ebenfalls gegen Deutschland, der Titelgewinn. Ein Jahr später erreichte sie erneut mit der U19 die Endrunde der Europameisterschaft, wo Teresa Abelleira mit Spanien nach einem 1:3 nach Verlängerung im Halbfinale gegen Frankreich ausschied.
Für das EM-Qualifikationsspiel gegen Moldau am 19. September 2020 wurde Abelleira erstmals in den Kader der A-Nationalmannschaft einberufen. Ihr Debüt feierte sie jedoch erst am 27. November dieses Jahres, ebenfalls in der EM-Qualifikation gegen Moldau.

## Erfolge
- Weltmeisterschaft: 2023
- U19-Europameisterschaft: 2018